# Coelioxys analis
Coelioxys analis is een vliesvleugelig insect uit de familie Megachilidae. De wetenschappelijke naam van de soort is voor het eerst geldig gepubliceerd in 1911 door Friese.
De diersoort komt voor in Zimbabwe.